# Oloșag, Timiș
Oloșag este un sat în comuna Știuca din județul Timiș, Banat, România.

## Localizare
Se situează în zona de est a județului Timiș, 10 km la sud de municipiul Lugoj, pe drumul județean DJ584. La sud de Oloșag, pe același drum județean, se găsește centrul de comună, satul Știuca (la 4 km).

## Istorie

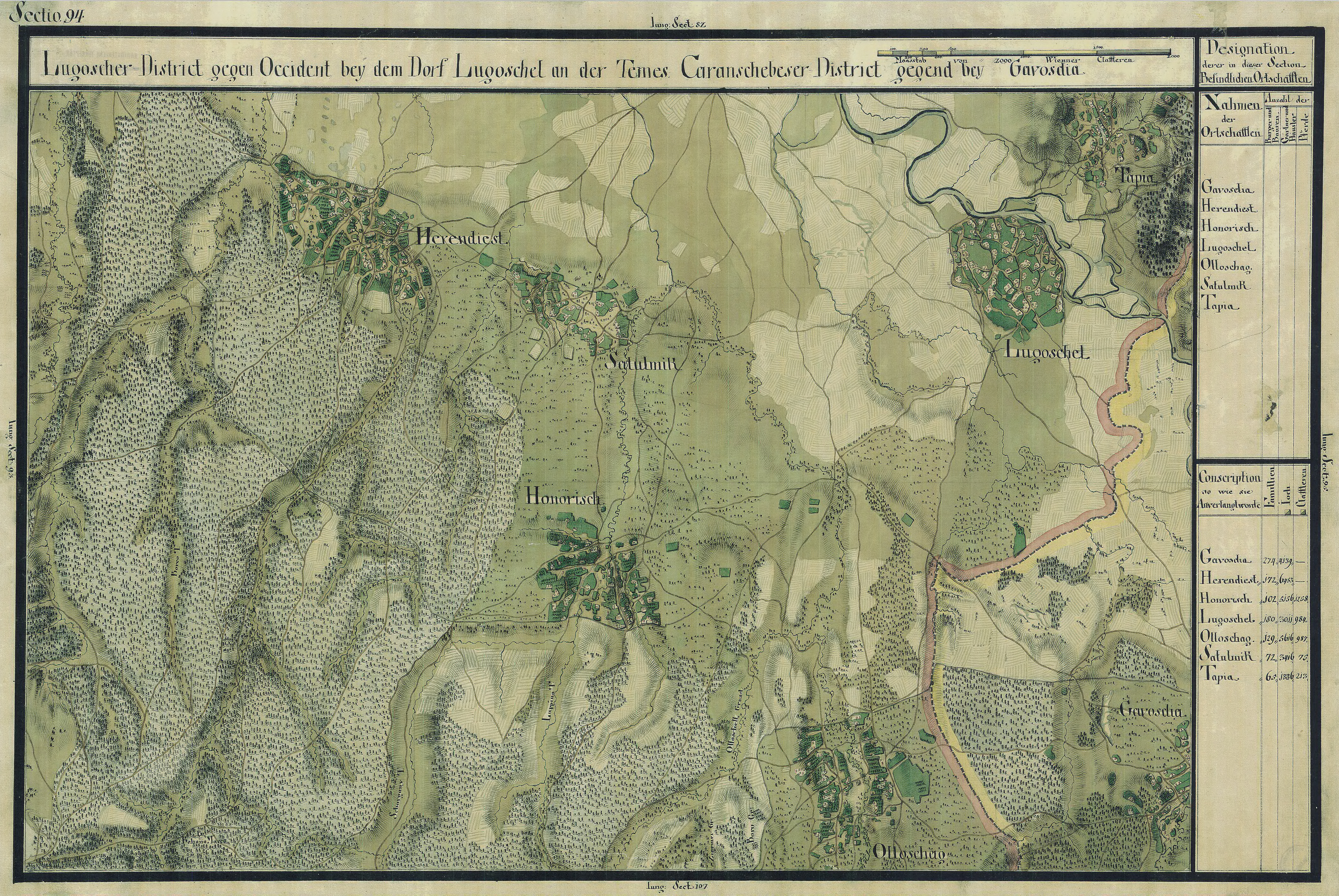
Oloşag în Harta Iosefină a Banatului, 1769-72

Localitatea Oloșag este atestată documentar din anul 1595. După alte izvoare rezultă că satul exista din 1437 cu numele de Olahsag. Satul a fost locuit neîntrerupt de români ortodocși. În 1717 este amintită cu 22 case, în districtul Caransebeș. În anul 1890 făcea parte din Comitatul Caraș-Severin, districtul Lugoj, și era reședință de comună cu 758 locuitori. Locuitorii de etnie ucraineană au început să vină după 1964, însă în număr redus față de restul comunei.

## Populație
La recensământul din 2002, populația localității era de 301 locuitori. Dintre aceștia 247 români și circa 52 de etnie ucraineană.

## Obiective turistice
În localitatea Oloșag există o biserică cu hramul „Adormirea Maicii Domnului”, care dateaza din secolul XVIII și care este monument istoric. În parcul din centrul satului există o cruce votivă cu inscripții slavone care, de asemenea, este monument istoric.

## Galerie de imagini, Biserica „Adormirea Maicii Domnului”, secolul XVIII, monument istoric cod LMI TM-II-m-A-06267

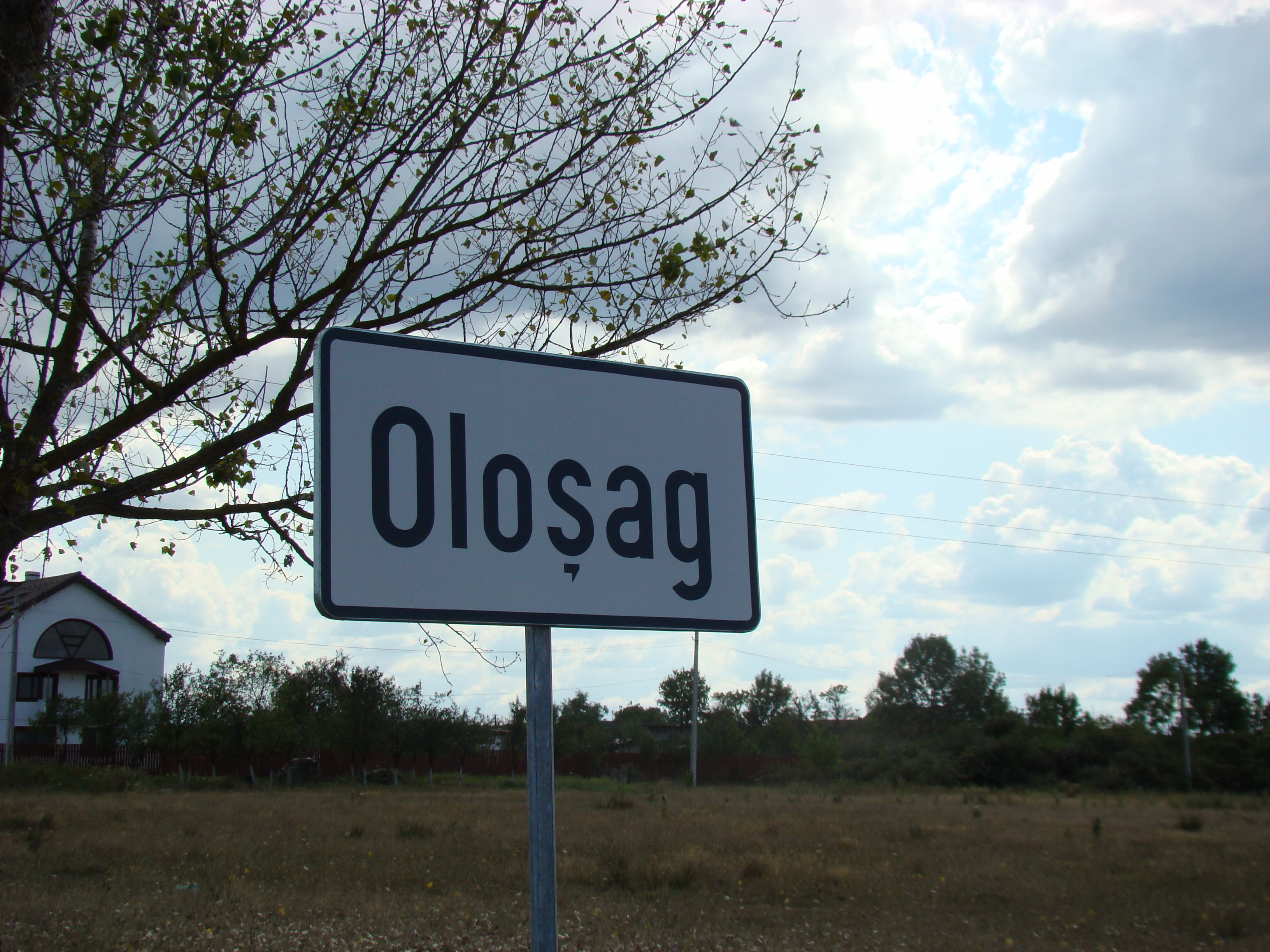
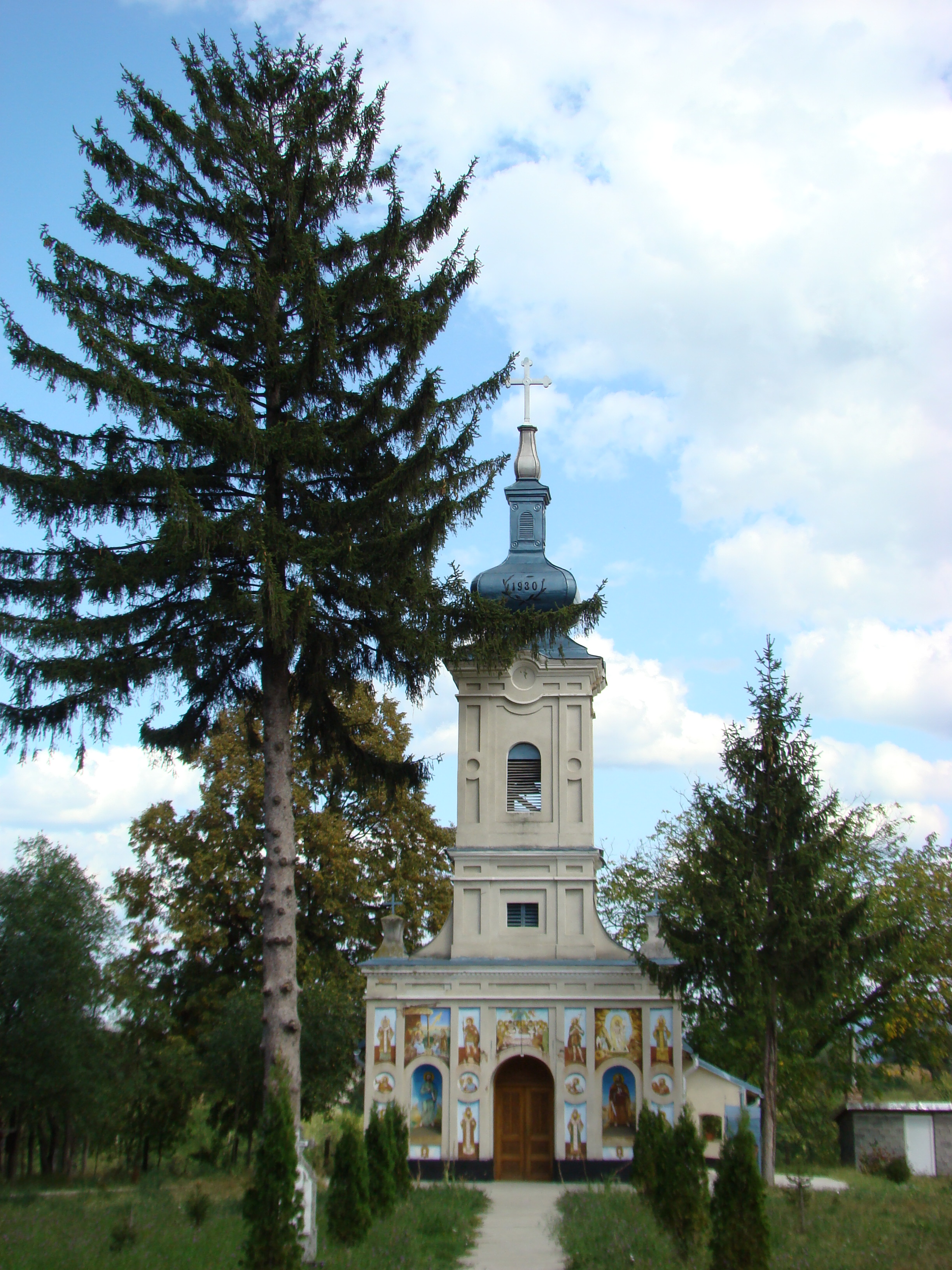
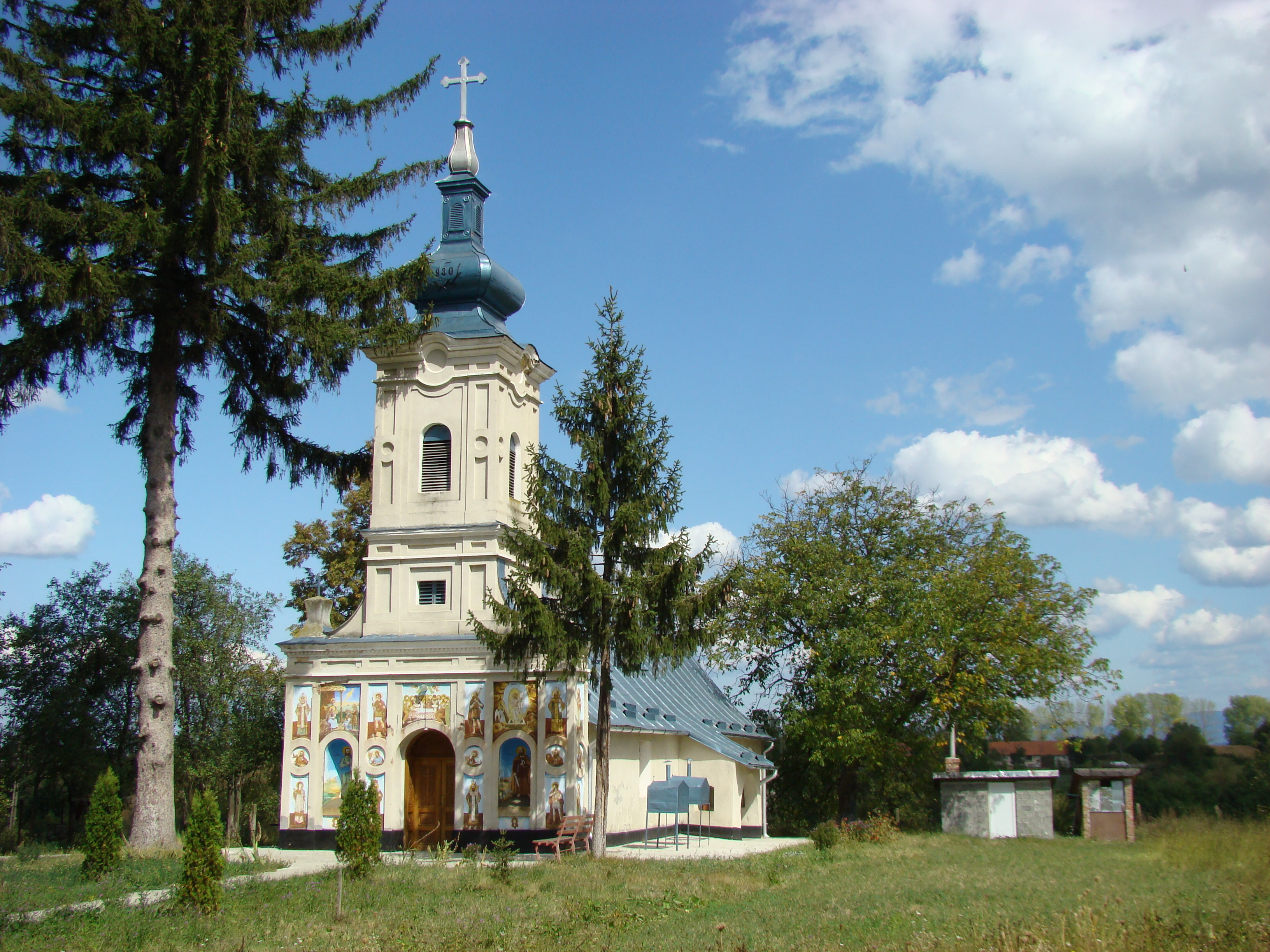
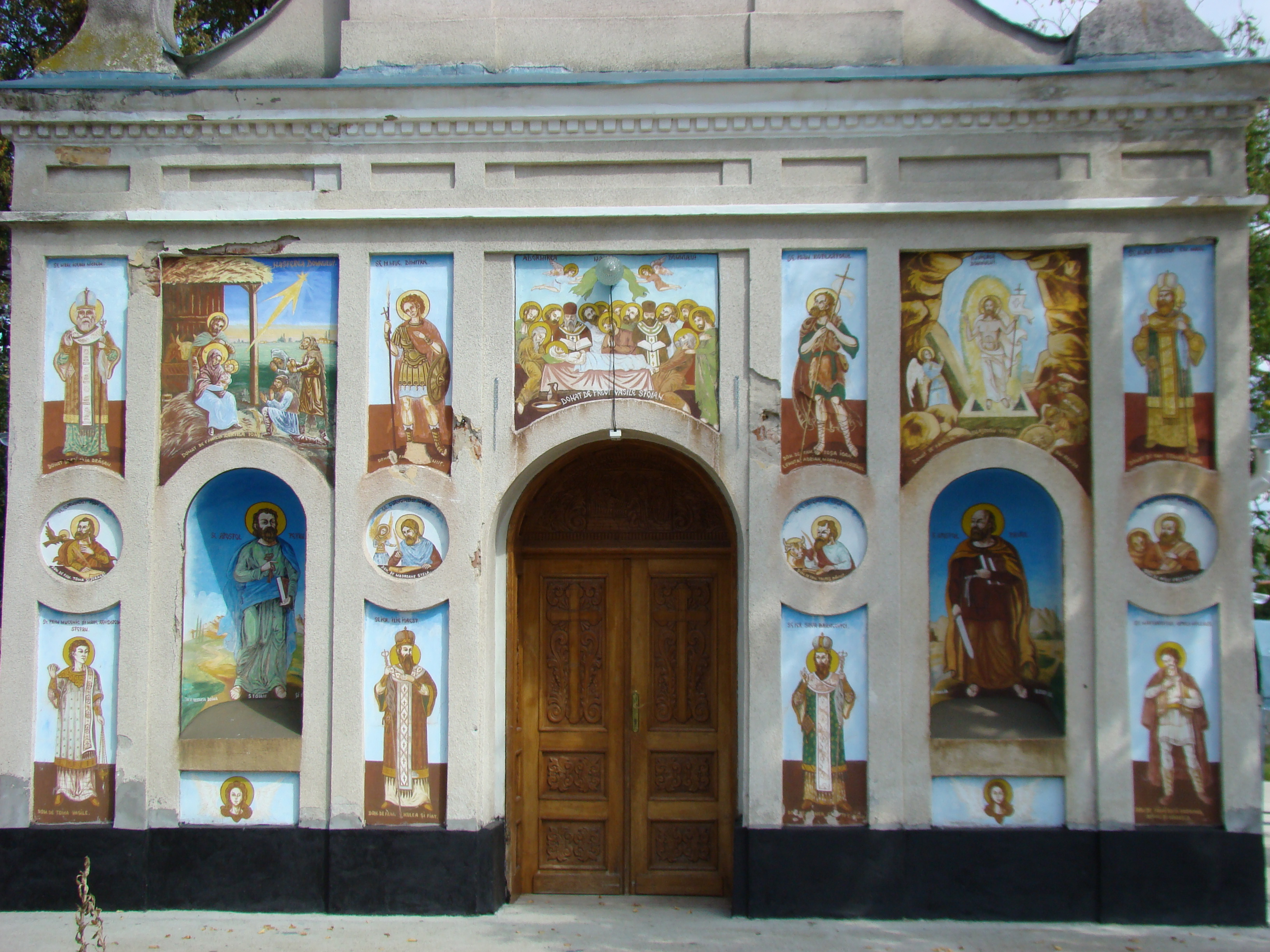
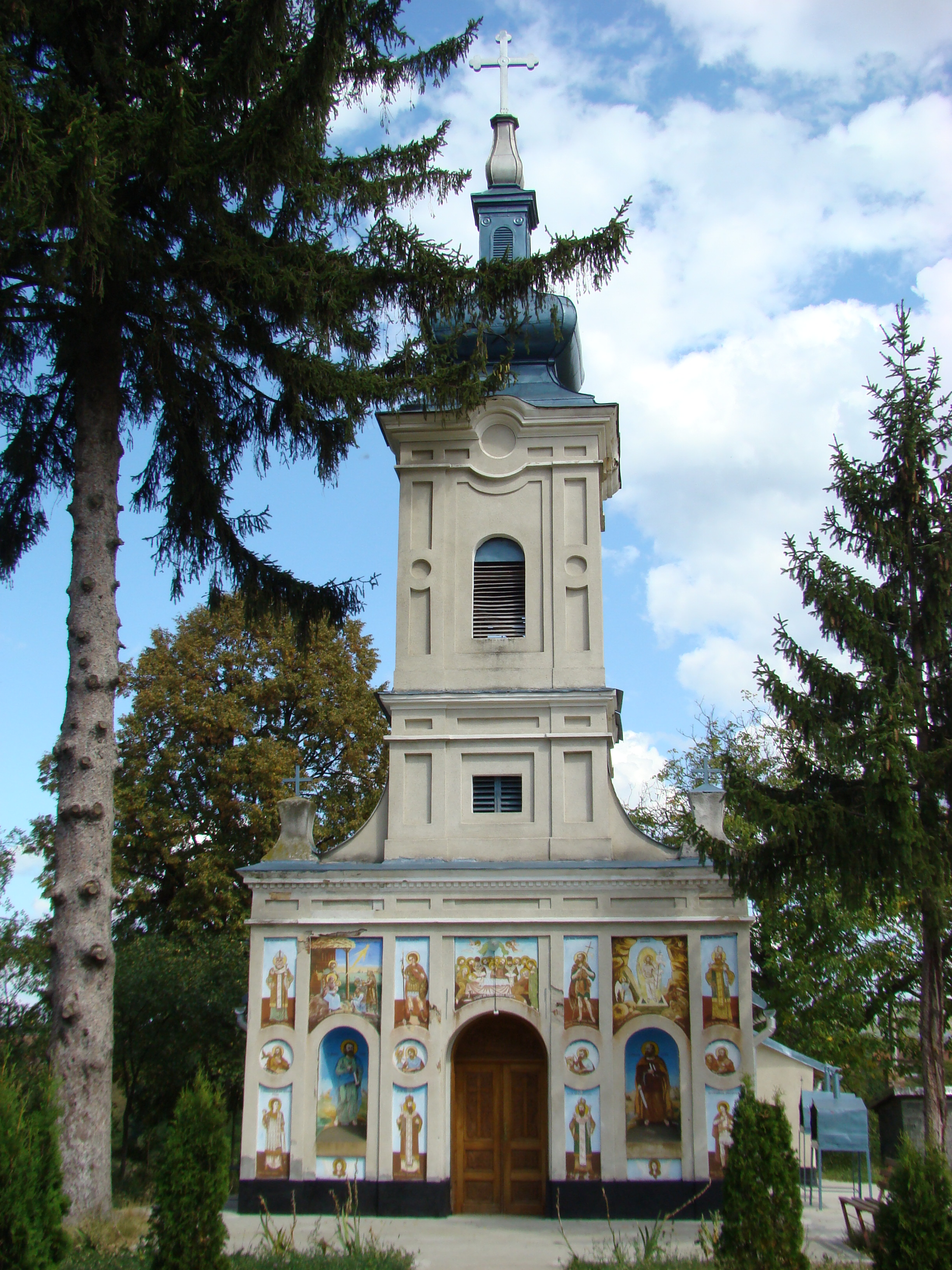